# Cine Niza
El Cine Niza va ser una sala d'exhibició cinematogràfica ubicada a la plaça de la Sagrada Família, 12 de Barcelona.

## Història

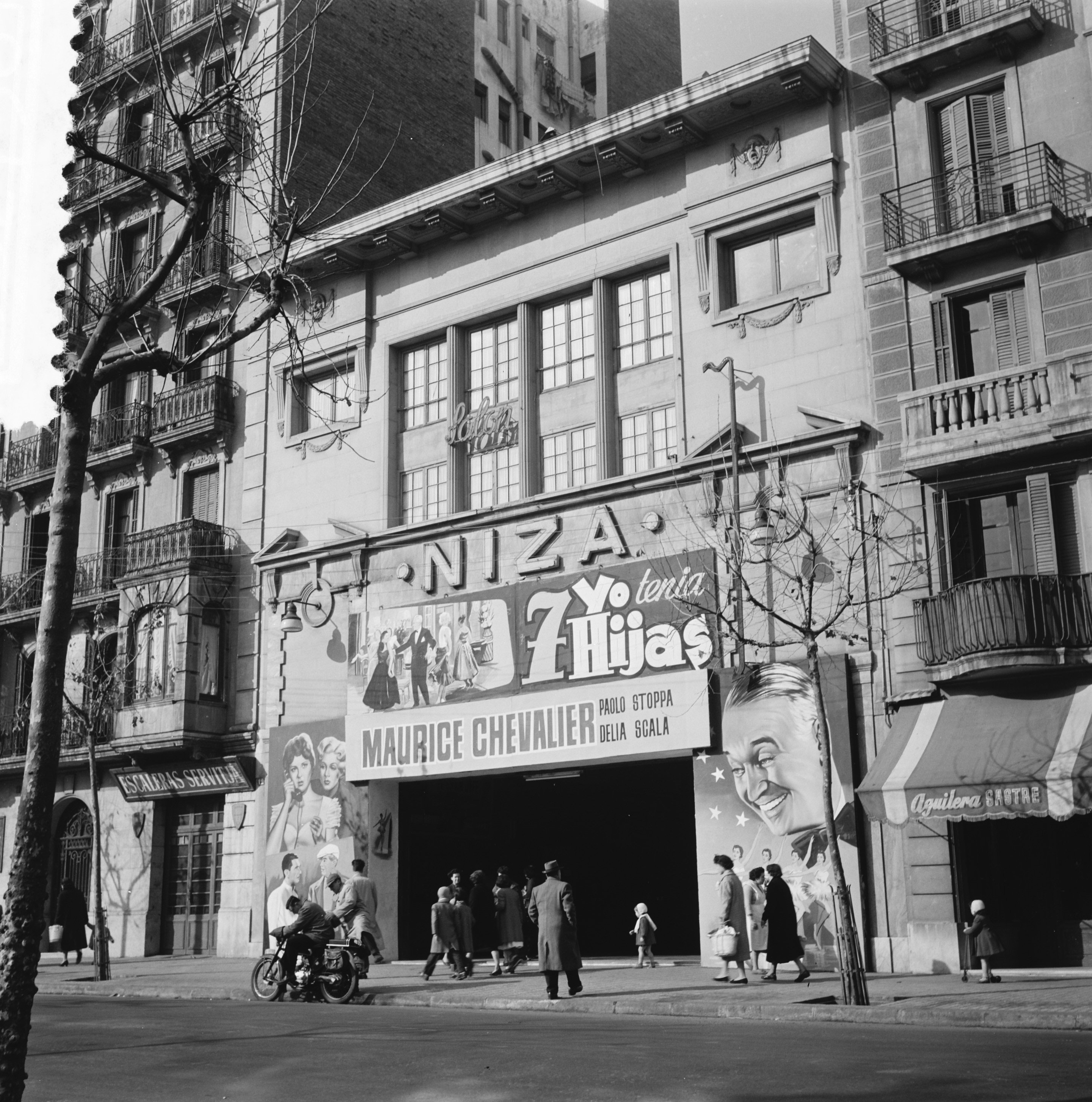
El cinema Niza el 1957

Construït per l'empresari cinematogràfic Luís Cabezas, propietari d'altres sales barcelonines com el cine Montecarlo, el cine Niza va ser inaugurat el 18 d'octubre del 1946. Fou projectat pels arquitectes Josep Maria Aixelà i Miquel Àngel Tàrrega , amb una façana d'estil neoclàssic. De pantalla única, en els seus inicis comptava amb capacitat per a 1.300 espectadors i era considerat una de les millors sales de projeccions de la ciutat. En els seus primers anys el cinema Niza va ser una sala de reestrena, amb programa doble, i en el seu primer programa es van exhibir les pel·lícules It Ain't Hay d'Abbott i Costello i Sang sobre el sol (Blood on the Sun). A l'octubre de 1948, en el mateix edifici del cinema, es va inaugurar una sala de ball.
El novembre del 1950, el Niza es va convertir en cine d'estrena, sovint compartint programació amb el cine Montecarlo. El 1967 es va reconvertir en sala de reestrena, el que va propiciar el seu progressiu declivi.
Més enllà del cinema, la sala va tenir un actiu paper durant la Transició Espanyola. El 1977, any de les primeres eleccions democràtiques a Espanya després de la dictadura de Franco, es van celebrar al cinema Niza mítings de partits, com el Partit Socialista Unificat de Catalunya (PSUC) o el Partit Socialista de Catalunya-Congrés (PSC-Congrés). El desembre del 1977, Esquerra Republicana de Catalunya (ERC) va celebrar aquí el seu 9è congrés, on Heribert Barrera va ser elegit secretari general del partit. Aquest mateix any, un altre col·lectiu represaliat durant el franquisme, el Front d'Alliberament Gai de Catalunya (FAGC), va celebrar un històric i multitudinari míting contra la Llei sobre perillositat i rehabilitació social.
A la dècada del 1980, l'empresari Pere Balañà es va fer amb la sala i hi va realitzar una important remodelació per a recuperar-la com cine d'estrena. L'encarregat fou l'interiorista Antoni Bonamusa. La sala, que va reduir el seu aforament a 1.255 espectadors, va reobrir el 24 de juliol del 1980 amb la projecció de la pel·lícula La boira.
No obstant això, com gairebé tots els cinemes de barri barcelonins, finalment va acabar tancant les seves portes, en aquest cas a causa de la falta d'acord entre Balañà i els propietaris del local per a renovar el contracte de lloguer. La seva última sessió va ser el 21 de febrer del 2005, amb la projecció de la pel·lícula Million Dollar Baby, i finalment fou enderrocat el 2018 per fer-hi un equipament comercial.
Tot i que la fàbrica es trobava en un altre indret, al carrer de la Marina entre els del Roselló i de Còrsega, el juliol del 2022, el Districte de l'Eixample va acordar batejar amb el nom de Treballadores de la Numax l'interior de l'illa de cases dels carrers de Rosselló, Sardenya, Provença i Sicília.